# TGR Leonardo
TGR Leonardo è il telegiornale della scienza e dell'ambiente prodotto dalla Testata Giornalistica Regionale della Rai e curato dalla redazione territoriale del TGR Piemonte. 
Nato il 28 settembre 1992, va in onda in tutta Italia, rigorosamente in diretta, dal lunedì al venerdì alle ore 14:50 circa su Rai 3 e viene sospeso solo d'estate. Il programma va in onda anche su Rai Scuola dal lunedì al venerdì alle 23:00 circa.
Il programma presenta, nell'arco di 15 minuti (durata raggiunta nell'ottobre 2016, con un aumento di 5 minuti rispetto alle edizioni precedenti, dopo la chiusura e il conseguente assorbimento di Ambiente Italia), notizie riguardanti tecnologia, salute, economia, ambiente, genetica, fisica, informatica, astronomia, ingegneria, ecc.. Il mercoledì pomeriggio la durata della trasmissione viene spesso ridotta per dare spazio alla trasmissione in diretta del Question time della Camera dei deputati. 
È trasmesso dallo studio TV4 (inizialmente anche dal TV3) del centro di produzione Rai di Torino.
La sigla musicale della trasmissione è, dal gennaio 2009, la Sonata per violoncello e pianoforte in fa minore op. 26 di George Enescu nell'adattamento della The Mutato Muzika Orchestra e presente nella colonna del film I Tenenbaum.